# Носово (Наро-Фоминский район)
Носово — деревня в Наро-Фоминском районе Московской области, входит в состав сельского поселения Веселёвское. Численность постоянного населения по Всероссийской переписи 2010 года — 15 человек, в деревне числятся 2 улицы. До 2006 года Носово входило в состав Веселёвского сельского округа.
Деревня расположена в юго-западной части района, на левом берегу безымянного правого притока малой реки Вешка (приток реки Руть), примерно в 10 км к юго-западу от города Верея, высота центра над уровнем моря 195 м. Ближайшие населённые пункты — Никольское в 0,8 км на юг и Нечаево в 1,5 км на юго-запад.